# Tour de Pologne 2014 – 7. etap
7. etap kolarskiego wyścigu Tour de Pologne 2014 odbył się 9 sierpnia. Start etapu oraz meta miała miejsce na Rynku Głównym w Krakowie. Etap liczył 25 kilometrów. Była to jazda indywidualna na czas.
Zwycięzcą etapu został belgijski kolarz Kristof Vandewalle. Drugie miejsce zajął Włoch Adriano Malori, a trzecie Brytyjczyk Stephen Cummings.
Zwycięzcą wyścigu został Polak Rafał Majka. Drugie miejsce zajął hiszpański kolarz Ion Izagirre. Na trzecim stopniu podium uplasował się również Hiszpan Beñat Intxausti.

## Wyniki etapu
| Miejsce | Zawodnik            | Państwo         | Zespół                               | Czas    |
| ------- | ------------------- | --------------- | ------------------------------------ | ------- |
| 1.      | Kristof Vandewalle  | Belgia          | Trek Factory Racing                  | 29' 18" |
| 2.      | Adriano Malori      | Włochy          | Movistar Team                        | +3"     |
| 3.      | Stephen Cummings    | Wielka Brytania | BMC Racing Team                      | +10"    |
| 4.      | Steve Morabito      | Szwajcaria      | BMC Racing Team                      | +20"    |
| 5.      | Gorka Izagirre      | Hiszpania       | Movistar Team                        | +22"    |
| 6.      | Dario Cataldo       | Włochy          | Team Sky                             | +28"    |
| 7.      | Ion Izagirre        | Hiszpania       | Movistar Team                        | +29"    |
| 8.      | Bob Jungels         | Luksemburg      | Trek Factory Racing                  | +34"    |
| 9.      | Christophe Riblon   | Francja         | Ag2r-La Mondiale                     | +38"    |
| 10.     | Michael Matthews    | Australia       | Orica GreenEdge                      | +38"    |
| 11.     | Mateusz Taciak      | Polska          | CCC Polsat Polkowice                 | +39"    |
| 12.     | Philip Deignan      | Irlandia        | Team Sky                             | +42"    |
| 13.     | Rafał Majka         | Polska          | Tinkoff-Saxo                         | +43"    |
| 14.     | Artiem Owieczkin    | Rosja           | Team RusVelo                         | +46"    |
| 15.     | Beñat Intxausti     | Hiszpania       | Movistar Team                        | +47"    |
| 16.     | Nikias Arndt        | Niemcy          | Team Giant-Shimano                   | +48"    |
| 17.     | Anton Worobjow      | Rosja           | Team Katusha                         | +52"    |
| 18.     | Thomas De Gendt     | Belgia          | Omega Pharma-Quick-Step Cycling Team | +53"    |
| 19.     | Cameron Meyer       | Australia       | Orica GreenEdge                      | +54"    |
| 20.     | Timofiej Krickij    | Rosja           | Team RusVelo                         | +55"    |
| 21.     | Andrey Amador       | Kostaryka       | Movistar Team                        | +56"    |
| 22.     | Tobias Ludvigsson   | Szwecja         | Team Giant-Shimano                   | +59"    |
| 23.     | Johan Le Bon        | Francja         | FDJ.fr                               | +59"    |
| 24.     | Siergiej Czerniecki | Rosja           | Team Katusha                         | +1' 00" |
| 25.     | Lasse Norman Hansen | Dania           | Garmin-Sharp                         | +1' 09" |
| 26.     | Dominik Nerz        | Niemcy          | BMC Racing Team                      | +1' 12" |
| 27.     | Hugo Houle          | Kanada          | Ag2r-La Mondiale                     | +1' 18" |
| 28.     | Branisłau Samojłau  | Białoruś        | CCC Polsat Polkowice                 | +1' 21" |
| 29.     | Fabio Felline       | Włochy          | Trek Factory Racing                  | +1' 22" |
| 30.     | Ilnur Zakarin       | Rosja           | Team RusVelo                         | +1' 23" |